# 顾孝诚
顾孝诚（1930年2月13日—2012年11月3日），北京大学生命科学学院教授，曾任北京大学生物学系主任，“国家高技术研究与开发计划”生物技术领域专家组成员及蛋白质工程评审专家组组长，教育部中美联合招收生物化学与分子生物学博士研究生项目（CUSBEA）协调员。

## 生平
原籍江苏无锡，1930年2月13日生于上海。1948年毕业于天津市耀华中学。1952年毕业于北京大学植物学系。留校后历任助教、讲师、副教授、教授；1985年至1992年任北京大学生物学系主任。参与筹建了北京大学蛋白质工程及植物基因工程国家重点实验室、生物膜与膜生物工程国家重点实验室、北京大学生物信息中心、北京大学分子医学研究所、北京大学药物信息与工程研究中心等现代生物技术研究机构。
作为CUSBEA（China-US Biochemistry Examination and Application）中方主要协调人，与美方主要协调人吴瑞教授共同组织学生的选拔，使中国大陆四百多名学生得以到美国大学攻读生物领域的研究生。